# ناثانيل إلي
ناثانيل إلي (بالإنجليزية: Nathaniel Ely) هو شخصية أعمال أمريكي، ولد في 1605 في Tenterden ‏ في المملكة المتحدة، وتوفي في 25 ديسمبر 1675 في سبرينغفيلد في الولايات المتحدة.